# Brian Bingay Edwards
Brian Bingay Edwards, OBE, MC, britanski general, * 1895, † 8. november 1947.
Edwards je bil namestnik glavnega inženirca Severnega poveljstva (1940-42), glavni inženirec Severnomidlandskega okrožja (1942-43), glavni inženirec komunikacijskih poti 1. armade (1943), glavni inženirec komunikacijskih poti Britanskih severnoafriških sil (1943-44) in glavni inženirec 2. okrožja Centralne sredozemske sile (1944). Pozneje je bil še direktor del Centralne sredozemske sile in v času smrti je bil glavni inženirec Škotskega poveljstva.